# Рухуху
Рухуху (англ. Ruhuhu River) — найдовша з річок, що вливаються до озера Ньяса, іноді вважається витоком річки Шире, яка витікає з озера.
Рухуху починається в Танзанії на східних схилах гір Лівінгстона і тече спочатку на південний схід, потім звертає на південний захід, прорізує гори Лівінгстона і вливається до озера Ньяса біля танзанійського містечка Манда. Руруху має річище довжиною понад 300 км, з яких приблизно 100 км вона тече крізь глибокі ущелини. Середня і нижня течія Рухуху утворює кордон між танзанійськими провінціями Іринга і Рувума.
Рухуху повноводна увесь рік і ніколи не пересихає, вона надає значну (близько 20 %) частину щорічного припливу озера Ньяса.